# مورود
مورود هي قرية في مقاطعة كرج، إيران. يقدر عدد سكانها بـ 258 نسمة بحسب إحصاء 2016.